# Franz Hölzel
Franz Hölzel (24. srpna 1833 Častolovice – 2. března 1909 Častolovice) byl rakouský politik německé národnosti z Čech, poslanec Českého zemského sněmu.

## Biografie
Působil jako rolník v Častolovicích. V letech 1883–1908 také působil jako okresní starosta. Funkci okresního starosty v České Lípě zastával po delší období.
V 80. letech se zapojil i do vysoké politiky. V zemských volbách v roce 1883 byl zvolen na Český zemský sněm, kde zastupoval kurii venkovských obcí, obvod Česká Lípa, Mimoň, Hajda, Cvikov. Byl oficiálním kandidátem německého volebního výboru (tzv. Ústavní strana, liberálně a centralisticky orientovaná, odmítající federalistické aspirace neněmeckých etnik).
Zemřel v březnu 1909.